# Williamson Robert Winfield Cobb

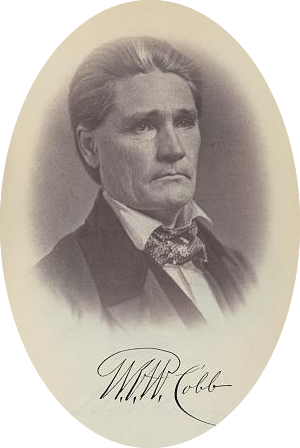
Williamson Robert Winfield Cobb

Williamson Robert Winfield Cobb (* 8. Juni 1807 in Rhea County, Tennessee; † 1. November 1864 nahe Bellefontaine, Madison County, Alabama) war ein US-amerikanischer Geschäftsmann und Politiker (Demokratische Partei).

## Werdegang
Williamson Robert Winfield Cobb zog 1809 mit seinem Vater nach Bellefontaine (Alabama), wo sein Vater eine Baumwollplantage betrieb. In den nachfolgenden Jahren erhielt Cobb eine eingeschränkte Bildung. Für eine kurze Zeit war er als Uhrenverkäufer tätig und ging anschließend anderen Handelstätigkeiten in Bellefontaine nach.
Cobb verfolgte ebenfalls eine politische Laufbahn. Er war in den Jahren 1845 und 1846 Mitglied im Repräsentantenhaus von Alabama. Zu jener Zeit lebte er auf einer Plantage in Madison County und ging dem Baumwollgeschäft nach. Cobb wurde in den 30. US-Kongress gewählt und in die sechs nachfolgenden US-Kongresse wiedergewählt. Er war im US-Repräsentantenhaus vom 4. März 1847 bis zum 30. Januar 1861 tätig, als er aufgrund der Sezession von Alabama (11. Januar 1861) ausscheiden musste. Während seiner Zeit dort hatte er den Vorsitz über das Committee on Revisal and Unfinished Business (31. bis 33. US-Kongress) und das Committee on Public Lands (35. US-Kongress). Bei seiner Kandidatur in den Konföderiertenkongress 1861 erlitt er eine Niederlage. Danach kehrte er auf seine Plantage zurück, wo er landwirtschaftlichen Tätigkeiten nachging. Er wurde 1863 in den 2. Konföderiertenkongress gewählt, allerdings nahm er dort seinen Sitz nie ein. Seine Treue zu den Konföderiertenstaaten wurde angezweifelt, so dass er infolgedessen durch eine einstimmige Abstimmung ausgeschlossen wurde.
Cobb verstarb 1864 an den Folgen einer Schussverletzung, die er sich durch seine eigene Waffe zuzog, während er einen Zaun auf seiner Plantage aufstellte. Er wurde auf dem Grundstück der Familie Cobb beigesetzt.